# Pałac Glitterów we Wrocławiu
Pałac Glitterów, Zamek Ritterburg (niem. Schloß Reiterburg) – pałac, który znajdował się przy ulicy Fryzjerskiej 22, w Praczach Widawskich, we Wrocławiu. Zniszczony podczas II wojny światowej.

## Historia i architektura
Pałac został wzniesiony około roku 1689. Był to trójskrzydłowy, dwukondygnacyjny budynek, z trzema narożnymi, trójkondygnacyjnymi, cylindrycznymi wieżyczkami wzorowane na architekturze późnego renesansu. Dwa lata później, przy zamku wzniesiono folwark (1691), a ok. 1755 do skrzydła zachodniego dodano oficynę. Kolejne przebudowy miały miejsce w 1784 roku. W 1914 do bryły pałacu dodano skrzydło północne, tworząc w ten sposób zamknięty dziedziniec, dobudowano boczny taras oraz kolumnowe portyki w południowej i wschodniej części budynku.
W pierwszych latach XX wieku właścicielem zamku był Hirschel Riterburg. W 1926 sprzedał on pałac kupcowi wrocławskiemu, który dostosował wnętrza na potrzeby szpitalne i odsprzedał go Siostrom de Notre Dame. Do 1944 roku pomieszczenia pałacowe służyły starszym, niezdolnych do pracy siostrom.
Pałac został wysadzony w powietrze przez żołnierzy niemieckich w końcu 1944 roku, dla oczyszczenia przedpola do obrony miasta w 1945 roku; zachował się jedynie południowy portyk.